# 프렌치 스튜어트
프렌치 스튜어트(French Stewart, 1964년 2월 20일 ~ )는 미국의 배우이다.

## 출연 작품
- 어 폴 프롬 그레이스 (2015)
- 레인 프롬 스타스 (2013)
- 테디 베어스 (2013)
- 30 나이츠 오브 파라노말 액티비티 (2013)
- 라이즈 오브 좀비 (2012)
- 비버리힐즈 치와와 2 (2011)
- 컨빈싱 클루니 (2010)
- 기브 엠 헬, 말론 (2009)
- 서베일런스 (2008)
- 판데믹 (2007)
- 프라이빗 프랙티스 (2007)
- 이프 아이 해드 노운 아이 워즈 어 지니어스 (2007)
- 트랩 (2007)
- 덕 (2005)
- 형사 가제트 2 (2003)
- 나 홀로 집에 4 (2002)
- 타임머신:클락스토퍼 (2002)
- 갓, 더 데블 앤 밥 (2000)
- 바톡 (1999)
- 트러블 앤 섹스 (1999, Love Stinks)
- 특전 네이비 (1997)
- 브로큰 애로우 (1996)
- 매직 아일랜드 (1995, Magic Island)
- 글로리 데이즈 (1995)
- 라스베가스를 떠나며 (1995)
- 스타게이트 (1994)

### 텔레비전
- 솔로몬 가족은 외계인 (1996-2001)
- 더 데일리 쇼 (1997-99) - 초대 손님
- 헤라클레스 (1998-99) - 목소리
- 클로저 (2007)
- Undateable (2010) - 다큐멘터리 시리즈
- 맘 (2013-16, 2018-20)